# SJ Z4 (XIII)
Die Diesellokomotiven der Baureihe SJ Z4 (XIII) wurden von den schwedischen Staatsbahnen Statens Järnvägar (SJ) 1953 gekauft, um Dampflokomotiven im Rangierdienst und im leichten Übergabedienst zu ersetzen. Die Kleinlokomotiven wurden auf Bahnhöfen und im Werkstättendienst in Bahnbetriebswerken verwendet.
Mit dieser Baureihe wurde die 13. Bauvariante zweiachsiger Kleinlokomotiven der Baureihe Z4 der SJ eingereiht.

## Vorgeschichte
In der Baureihe Z sortierten SJ eine Vielzahl von unterschiedlichen Kleinlokomotiven ein. In den 1940er und 1950er Jahren begannen die Staatsbahnen eine weitere Aufteilung der Kleinlokomotiven nach Leistungsgruppen. Die Gruppe Z3 lag mit einer Leistung von 90 bis 110 kW in der Mitte der gebildeten Gruppen.
In diese Gruppe wurden Schienenfahrzeuge verschiedener Hersteller und mit unterschiedlichem Aussehen einsortiert, die aber alle der gleichen Leistungsstufe entsprachen. In dieser Gruppe sind unter anderem Lokomotiven der Firma Bjurström AB Slipmaterial aus Västervik und zehn zwischen 1937 und 1939 von Kockums in Malmö gelieferte Lokomotiven mit je einem Führerstand an beiden Enden, sowie von Kalmar Verkstad gebaute Maschinen, die zuerst unter der Baureihe Zsh eingereiht waren, dann aber in die Leistungsgruppe Z3 einsortiert wurden, zu finden. Mit der Verstaatlichung vieler privater Bahngesellschaften gab es weitere Einzelstücke, die unter dieser Baureihe eingereiht wurden.

## SJ Z4 (XIII)
1953 lieferte Klöckner-Humboldt-Deutz eine Serie von Kleinlokomotiven, die äußerlich der wesentlich stärkeren V20 der Deutschen Bundesbahn sowie den Z6 (VIII)-Lokomotiven der SJ ähnlich sahen. Diese hatten ein dieselhydraulisches Wechselgetriebe des Typs Voith L33yU. Bereits drei Jahre später wurden die zehn Lokomotiven unter Baureihe unter SJ Z42 neu eingeordnet.
Eigentlich war geplant, eine größere Anzahl dieser Lokomotiven zu bestellen. Es stellte sich jedoch heraus, dass die gleichzeitig von Deutz gelieferte SJ Z6 (VIII) bedeutend umfassender einsetzbar waren. Deshalb wurde sehr schnell entschieden, diese Kleinlokomotiven nur noch in den Betriebswerken zu verwenden, auf weitere Beschaffungen wurde verzichtet.

## SJ Z42
1956 wurden die zehn von Klöckner-Humboldt-Deutz gelieferten Kleinlokomotiven unter Beibehaltung ihrer laufenden Betriebsnummern in die neue Baureihe Z42 277–286 umgezeichnet.

## SJ Z3 (IX)
1958 wurde die eingangs beschriebene Aufteilung der Kleinlokomotiven nach Leistungsgruppen noch einmal verfeinert. Erneut folgte die Umzeichnung der zehn Lokomotiven, die die Baureihenbezeichnung SJ Z3 (IX) erhielten. Die laufenden Betriebsnummern blieben erhalten.
Zu Beginn der 1970er Jahre waren die Lokomotiven im Verschub in Hagalund, Boden, Vilhelmina, Vännäs, Sundsvall, Östersund und Halmstad im Einsatz. Z3 285 wurde 1979 als erste Maschine in Vislanda verschrottet, es folgte 1983 in Örebro die bereits 1978 abgestellte Z3 283.

## Bahndienstfahrzeuge
Acht Lokomotiven wurden 1981 in den Bestand der Bahndienstfahrzeuge der SJ übernommen. Sie erhielten neue Nummern mit der Baureihenbezeichnung Qaz. Diese Baureihenbezeichnung änderte sich 1986 noch einmal in Qzb. Die Umzeichnung und den weiteren Verbleib zeigt die nachfolgende Tabelle:
| Nummer | Umzeichnung 1981 in | Umzeichnung 1982 in | Umzeichnung 1986 in | Abstellung, Verschrottung, Verbleib                                                                                 |
| ------ | ------------------- | ------------------- | ------------------- | --- |
| Z3 277 | Qaz 9440072         |                     | Qzb 9440072         | 1992 abgestellt in Hagalund zur Verschrottung durch Skrot-Johan in Kiruna                                           |
| Z3 278 | Qaz 9440073         |                     | Qzb 9440073         | 1987 in Vislanda verschrottet                                                                                       |
| Z3 279 | Qaz 9440074         |                     | Qzb 9440074         | 1987 in Vislanda verschrottet                                                                                       |
| Z3 280 | Qaz 9440096         |                     | Qzb 9440096         | 1988 an Malmbanans Vänner in Karlsvik                                                                               |
| Z3 281 | Qaz 9451123         | Qaz 9440097         | Qzb 9440097         | 1990 verschrottet bei O. Hallquist Återvinning in Kil                                                               |
| Z3 282 | Qaz 9451106         |                     |                     | 1985 am Scandic Hotel in Gävle aufgestellt, 1996 von AB Gotthard Nilsson in Gävle verschrottet                      |
| Z3 284 | Qaz 9440059-6       |                     |                     | 1985 an Schwedisches Eisenbahnmuseum, Gävle, 1988 an Ostkustbanans Vänner, Skartvik, 2012 in Sundsvall verschrottet |
| Z3 286 | Qaz 9451124         |                     |                     | 1984 in Vislanda verschrottet                                                                                       |

2018 war noch Z3 280 bei Norrbottens Järnvägsmuseum (Malmbanans Vänner) in Karlsvik vorhanden.